# Зорі Вольфа — Рає

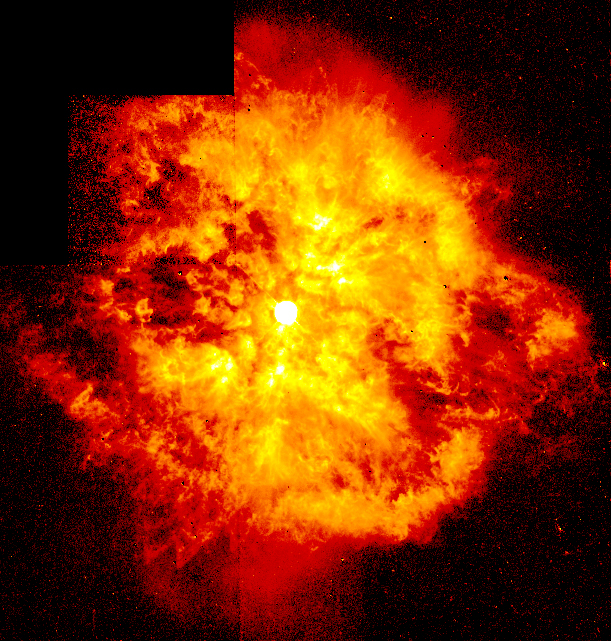
Знімок туманності M1-67 навколо зорі Вольфа — Рає WR 124 (кольори несправжні). Космічний телескоп «Габбл».

Зорі Во́льфа — Рає́ (WR) — клас зір, для яких характерні дуже висока температура й світність та наявність у спектрі широких смуг випромінювання водню, гелію, а також вуглецю, азоту й кисню в різних ступенях іонізації (NIII—NV, CIII—CIV, OIII—OV). Ширина цих смуг може досягати 100 Å, а випромінювання в них може в 10–20 разів перевищувати випромінювання на ділянках неперервного спектру.

## Загальний опис
Назву класу утворено від прізвищ двох французьких астрономів: Шарля Вольфа та Жоржа Рає, які 1867 року відкрили перші такі зорі.
Класичні зорі Вольфа — Рає (або зорі першої зоряної популяції) — це масивні зорі, що внаслідок еволюції цілком утратили зовнішню водневу оболонку; у їхніх ядрах відбувається ядерне горіння гелію або важчих елементів. Підтип зір Вольфа — Рає першої популяції, що має лінії водню в спектрі випромінювання, позначають WNh; це молоді, надзвичайно масивні зорі, в яких ще триває горіння водню в ядрі, в яких гелій та азот видимі на поверхні внаслідок сильного перемішування шарів та втрати маси через випромінення. В окрему групу зір зі спектром зір Вольфа — Рає виділяють центральні зорі планетарних туманностей (CSPNe), зорі, які під час свого перебування на головній послідовності були схожі на Сонце, але вже пройшли асимптотичне відгалуження гігантів, припинили ядерний синтез, скинули атмосферу й оголили вуглецево-кисневе ядро[джерело?].
Усі зорі Вольфа — Рає є надзвичайно яскравими об'єктами внаслідок своєї високої температури — болометрична світність центральних зір планетарних туманностей у тисячі разів більша за світність Сонця; світність WR-зір першої популяції у сотні тисяч разів більша від сонячної — та понад мільйон світностей Сонця для зір[уточнити] — хоча вони не дуже яскраві у видимому спектрі, оскільки більшість їхнього випромінювання припадає на ультрафіолетовий діапазон.

## Класифікація
Зорі Вольфа — Рає поділяють на дві послідовності:
- азотну (WN), у якій домінують лінії азоту (підкласи: WN2–WN10). Температура поверхні становить від 30 000 K (для зір класу WN9) до майже 100 000 K (для WN ранніх класів);
- вуглецеву (WC), в якій переважають лінію вуглецю (WC4–WC10). Спектральні температури цих зір вищі: від 50 000 K (для WC9) до понад 100 000 K (для ранніх класів).

Вуглецева та азотна послідовності містять приблизно однакову кількість зір. Невелика кількість зір азотної послідовності, що мають досить потужні лінії вуглецю, виокремлюється у клас WN(C). Окремо виділяється також невелика кількість кисневих зір (WO). Невідомо, чим зумовлений поділ на послідовності — відмінностями в хімічному складі чи різницею в температурі й структурі зоряних атмосфер.

## Розповсюдженість
У сьомому каталозі зір Вольфа — Рає налічується 226 об'єктів. Їх виявлено як у Чумацькому Шляху, так і в інших галактиках.
Зорі Вольфа — Рає входять у склад видимих неозброєним оком кратних систем γ Вітрил і θ Мухи. Одна з наймасивніших відомих зір, R136a1 в емісійній туманності NGC 2070 також належить до цього класу.

## Еволюція
Достеменно відомо, що 20 зір Вольфа — Рає входять у склад подвійних систем. Уважається, що в склад подвійних систем входить щонайменше 40 % зір Вольфа — Рає Чумацького Шляху. Деякі зорі, які раніше вважалися окремими, імовірно також є подвійними (з маломасивними супутниками, ~1M☉).
Зорі Вольфа — Рає інтенсивно втрачають речовину. Темп утрати маси становить 10−5–10−4 M☉ на рік (для порівняння — Сонце втрачає приблизно 10−14 своєї маси щороку). Швидкість витікання речовини — 1000—2000 км/с.
Остаточної ясності щодо походження зір типу Вольфа — Рає не досягнуто. Однак можна стверджувати, що в нашій Галактиці це гелієві залишки масивних зір, які скинули значну частину маси на якомусь етапі своєї еволюції.

## Характеристика
Об'єкти Вольфа — Рає включають класичні зорі Вольфа — Рає (WR), дуже масивні зорі (VMS), центральні зорі планетарних туманностей (CSPN) та наднові (SN). Маси WR зір коливаються в межах {\displaystyle 5-60\;M_{\odot }}, а температури поверхні — щонайменше в межах 25 000—100 000 К. Зорі  Вольфа — Рає переважно локалізуються в областях спіральних рукавів і зонах іонізованого водню. Кількість зір Вольфа — Рає в нашій Галактиці становить, за оцінками, від тисячі до двох тисяч. Окрім того, центральні зорі в планетарних туманностях демонструють також властивості WR-об'єктів, але з меншими масами ({\displaystyle <1\;M_{\odot }}) та світностями ({\displaystyle <3\cdot 10^{4}\;L_{\odot }}) з домінуванням вузьких ліній у спектрі. 
WR-зоря — масивна зоря з високим темпом утрати маси (перевищує {\displaystyle 10^{-5}M_{\odot }yr^{-1}}), що спричинено постійним потужним зоряним вітром. Передавання енергії в зоряний вітер відбувається через процес фотоіонізації інтенсивним УФ-випромінюванням, яке виходить з центрального джерела. Також формування емісійних ліній відбувається шляхом рекомбінацій, ударних та зв'язано-зв'язаних переходів. Тривалість життя зір Вольфа — Рає становить, як правило, не більш ніж {\displaystyle 10^{5}} років, тобто 10 % від тривалості життя зір класу O. В ядрах багатих на гелій зір підкласу WN відбувається горіння водню, а в ядрах багатих на вуглець зір WC горить гелій.
Першим каталогом WR зір був каталог Кемпбелла 1884 року, який налічував 55 об'єктів. Сучасний каталог Galactic Wolf Rayet Catalogue v1.20 (січень, 2018[відсутнє в джерелі]) включає 656 об'єктів.

### Базові спостережувані характеристики
Спектр WR зір характеризується двома параметрами: ефективною температурою поверхні {\displaystyle T_{eff}} і параметром густини вітру {\displaystyle W_{\rho }}. Перший параметр {\displaystyle T_{eff}} визначається через закон Стефана — Больцмана:
{\displaystyle L=4\pi R_{*}^{2}\sigma T_{eff}^{4}},
де:
- {\displaystyle L} — світність
- {\displaystyle R_{*}} — радіус зорі
- {\displaystyle \sigma \;} = 5,67 10−8 Вт/(м2 К4) — стала Стефана — Больцмана.

На практиці, {\displaystyle T_{eff}} визначається з характеристик спектральних ліній шляхом розв'язання рівняння іонізаційної рівноваги. Другий параметр: {\displaystyle W_{\rho }=\left({\frac {\dot {M}}{V_{\infty }}}\right)R_{C}^{-3/2}}, де {\displaystyle {\dot {M}}} — темп втрати маси, {\displaystyle V_{\infty }} — кінцева швидкість вітру, {\displaystyle R_{C}} — радіус ядра.
Для визначення темпу втрати маси використовують наступне співвідношення, яке зв'язує спостережуваний потік електромагнітного випромінювання {\displaystyle S_{\nu }} в радіодіапазоні (в Янських) власне з утратою речовини {\displaystyle {\dot {M}}:}
{\displaystyle S_{\nu }=23.2\left({\frac {{\dot {M}}z}{V_{\infty }\mu }}\right)^{-4/3}\left({\frac {\gamma g\nu }{d^{3}}}\right)^{2/3}},
де {\displaystyle d} — це відстань до WR зорі в кпк, {\displaystyle z} — середній заряд іонів, {\displaystyle \mu } — середня маса іонів (в а. о. м.), {\displaystyle \gamma } — кількість електронів на один іон, {\displaystyle \nu } — частота в Гц та {\displaystyle g} — фактор Гаунта для вільно-вільних переходів. Саме це співвідношення застосовують для потоку в інфрачервоній ділянці спектра з підстановкою швидкості меншою критичною, а також для ліній на оптичній та ультрафіолетовій ділянках. Уважається, що лінійна поляризація непевного спектра гарячих зір обумовлена розсіюванням фотонів зоряного походження на електронах у навколишньому середовищі, але до того додається вплив міжзоряного середовища.
Для характеристики ефективності втрати маси (як і число Рейнольдса в турбулентних течіях) застосовують так званий безрозмірний параметр продуктивності вітру {\displaystyle \eta }, як відношення імпульсу течії до імпульсу повного поглинання фотонів: {\displaystyle \eta =\left({\frac {{\dot {M}}V_{\infty }}{L/c}}\right)}, c — швидкість світла. Для зір класу O цей параметр не перевищує одиниці, а для WR зір доходить до ста. Значення понад одиницю вказує на багаторазове розсіювання фотонів, що призводить до передачі енергії вітру.
Більшість WR зір, окремих або подвійних, є тепловими рентгенівськими тепловими джерелами. Частка рентгенівського випромінювання для окремої зорі становить 10−7 від загальної світності. Розігрів газу у вітрі до температур до 10−6—10−7 К відбувається через радіаційну нестійкість. Нагрів газу в подвійних системах є наслідком взаємодії вітрів від компонентів системи, що проявляється в періодичній змінності блиску в рентгенівській ділянці.
Лише чверть WR у вибраному діапазоні галактичних довгот асоціюється з зоряними скупченнями та/або зонами H II. У Чумацькому Шляху 27 % зір WR згруповані в скупчення.

### Металічність
Обертання мало вплив на еволюцію масивних зір при високій металічності, бо швидкість обертання й ефективність процесу змішування сповільнюється через збільшення маси зоряних вітрів і втрати кутового моменту, і ці зорі стають зорями WR, коли гелій в їхньому центрі запалюється. Однак утрата маси, викликана сповільненням, яке зупиняє ефективне обертальне змішування, зменшується при меншій металічності. Масивні зорі зі швидким обертанням легко можуть перетворюватися на WR внаслідок дії механізму хімічно однорідної еволюції. Модель оптично товстих вітрів від зір Вольфа — Рає дає наступну пропорційність втрати маси від світності {\displaystyle L} та металічності {\displaystyle Z}: {\displaystyle {\dot {M}}\propto L^{\delta }Z^{\gamma }} з {\displaystyle \delta =1,3} та {\displaystyle \gamma =0,8-1,0}.
Причому ці показники не залежать суттєвим чином від кінцевої швидкості зоряного вітру {\displaystyle V_{\infty }}.
Аналіз першої події детектування гравітаційних хвиль GW150914 дав чималі маси чорних дір, що вказує на те, що вони сформувалися з об'єктів з низькою металічністю {\displaystyle Z}. Зорі з нижчим {\displaystyle Z} мають менший темп сповільнення обертання, а значить, більше поточне значення швидкості обертання. Це є ключовим аспектом розуміння еволюції одиночних та подвійних масивних зір до колапсу.